# It Could Happen to You (Lied)
It Could Happen to You ist eine Komposition von Jimmy Van Heusen mit dem Text von Johnny Burke aus dem Jahr 1944. Der Song wurde für die Film- und Musikkomödie And the Angels Sing geschrieben und entwickelte sich später zu einem Jazzstandard.
Der 32-taktige überwiegend in Dur gehaltene Song ist in der Liedform ABAB' verfasst und wird meist in moderatem Tempo interpretiert.
Populär wurde der Titel 1944 durch die Version von Jo Stafford (auf Capitol Records, die in der amerikanischen Hitparade bis auf Platz 10 kam). Eine Aufnahme von Bing Crosby aus dem gleichen Jahr schaffte es bis zu Platz 18.
1956 ging Akkordeonist Mat Mathews ins Studio, um eine Coverversion mit Art Farmer, Dave Amram und Herbie Mann abzuliefern. Zu einem Jazzstandard wurde It Could Happen to You durch die im selben Jahr aufgenommene Version von Miles Davis für sein Prestige-Album Relaxin’ with the Miles Davis Quintet. 1957 spielte Sonny Rollins eine unbegleitete Fassung ein.
Der Titel wurde auch von Chet Baker, Nat King Cole, The Four Freshmen und Dinah Washington gesungen; 1986 spielte Carmen McRae ihre Fassung ein. Instrumentale Versionen nahmen unter anderen Chick Corea, Jim Pepper, Joe Pass, André Previn und Bud Powell auf. Das Standards Trio von Keith Jarrett spielte ihn 1996 bei seinem Live-Auftritt in Tokio ein (Tokyo ’96). Diana Krall nahm ihn 2006 für ihr Album From This Moment On auf. Der Song diente Dexter Gordon als bebop head für sein Stück Fried Bananas.